# 第三届夏赫里尔内阁
第三届夏赫里尔内阁是印度尼西亚共和国第4届内阁，也是印尼首任总理苏丹·夏赫里尔领导的最后一届内阁。本届内阁自1946年10月组建，至1947年6月，由于执政联盟内部就《林牙椰蒂协定》的实施以及随后与荷兰人的谈判等问题发生分歧，内阁倒台。本届内阁还诞生了印尼第一位华人阁员陈宝源。 

## 背景
反政府武装将苏丹·夏赫里尔总理绑架后，策划发动政变推翻苏加诺－哈达政府，成立由坦·马拉卡为首的“最高政治委员会”取代内阁，并要求苏加诺总统将军权移交给苏迪曼将军。绑架行动的负责人苏达索诺将军在穆罕默德·亚明的陪同下到雅加达与苏加诺总统讨论交权事宜，但两人都被政府逮捕了。苏加诺最终说服苏迪曼释放夏赫里尔并逮捕了包括坦·马拉卡在内的叛乱分子。
1946年8月中旬，印度尼西亚中央国民委员会声称目前的情况有充分的理由回复议会制内阁。夏赫里尔第三次受命组阁，但这次他在选择阁员时拥有的话语权没有前两次大。经过六个星期的磋商，10月2日新内阁宣布成立，参与本届内阁的党派很多，有来自华人和阿拉伯人社区的代表，还有一位女性阁员。同日，苏加诺总统下令解除紧急状态并任命夏赫里尔组阁。10月5日，苏加诺在西爪哇的井里汶正式任命了内阁成员。

## 组成

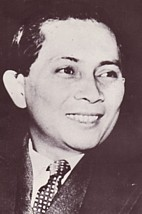
夏赫里尔总理兼外长

### 首长
- 总理兼外交部长：苏丹·夏赫里尔 （社会党）

### 内阁部长
- 内政部长：穆罕默德·鲁姆（马斯友美党）
- 司法部长：苏桑托·蒂尔托普罗佐（印度尼西亚民族党）
- 财政部长：夏弗鲁丁·普拉维拉内加拉（马斯友美党）
- 经济部长：阿德南·卡保·加尼 （印度尼西亚民族党）
- 卫生部长：达尔马·塞蒂亚万（无党派）
- 教育部长：苏万迪（无党派）
- 社会事务部长：玛丽娅·乌尔法·桑托索（印度尼西亚学生联合会）
- 宗教事务部长：法图拉赫曼·卡夫拉维（马斯友美党）
- 国防部长：阿米尔·谢里夫丁（社会党）
- 新闻部长：穆罕默德·纳席尔（马斯友美党）
- 交通部长：朱安达·卡塔维查亚（无党派）
- 公共工程部长：马丁努斯·普图赫纳（印度尼西亚基督教党）

### 国务部长（无任所）
- 国务部长：斯里苏丹哈孟库布沃诺九世（无党派）
- 国务部长：瓦希德·哈希姆（马斯友美党）
- 国务部长：维卡纳（青年代表大会）
- 国务部长：苏达索诺（社会党）
- 国务部长：陈宝源（社会党）
- 国务部长：塞蒂亚布迪（无党派）[4]

### 初级部长
- 外交部初级部长：阿古斯·萨利姆（无党派）
- 内政部初级部长：维约诺（印度尼西亚农民阵线）
- 司法部初级部长：哈迪（无党派）
- 财政部初级部长：卢克曼·哈基姆（印度尼西亚民族党）
- 经济部初级部长：优素福·维比索诺（马斯友美党）
- 卫生部初级部长：约翰内斯·莱梅纳（印度尼西亚基督教党）
- 教育部初级部长：古纳索（无党派）
- 社会事务部初级部长：阿卜杜尔·马吉德·佐约阿迪宁拉特（社会党）
- 国防部初级部长：哈尔索诺·特约克罗米诺托（马斯友美党）
- 新闻部初级部长：阿卜杜拉赫曼·巴斯沃丹（无党派）
- 交通部初级部长：塞蒂亚吉德（印度尼西亚工党）
- 公共工程部初级部长：赫尔林·拉奥（印度尼西亚民族党）

## 倒台
1947年3月25日，印尼与荷兰签订了《林牙椰蒂协定》。协议的签订是英国向荷兰施压的结果，因为英国计划与印尼签订合约，以便将他们自第二次世界大战结束后驻扎在印尼的部队撤回国内。协议承认了印尼共和国对爪哇岛和苏门答腊岛事实上的主权，并呼吁成立一个联邦制的印度尼西亚联邦共和国。但协议签订以后，双方有越来越多的人反对协议内容，并互相指责对方违反协议。1947年5月27日荷兰发出最后通牒，印尼政府将此视为战争威胁，不过后来荷印总督范·穆克中将做出了澄清，而夏赫里尔总理也做出了一系列让步，包括承认荷兰对印尼主权和对外政策的临时控制。包括阿米尔·谢里夫丁和维卡纳在内的内阁左翼成员都谴责这些让步，执政联盟内部的小党派一一抛弃了夏赫里尔总理，与马斯友美党一起联手反对总理的政策。面对反对的声音，夏赫里尔于7月27日的早些时候宣布辞职。苏加诺总统再次宣布全国进入紧急状态，同时要求看守内阁继续工作，直到新内阁产生。

### 书目
- Kahin, George McTurnan (1952) Nationalism and Revolution in Indonesia Cornell University Press, ISBN 0-8014-9108-8
- Ricklefs (1982), A History of Modern Indonesia, Macmillan Southeast Asian reprint, ISBN 0-333-24380-3
- Simanjuntak, P. N. H., , Jakarta: Djambatan: 41–51, 2003, ISBN 979-428-499-8 （印度尼西亚语）.